# Dittelsheim-Heßloch
Dittelsheim-Heßloch település Németországban, Rajna-vidék-Pfalz tartományban. Lakosainak száma 2170 fő (2023. december 31.).

## Népesség
A település népességének változása:
| Lakosok száma | 1735 | 2129 | 2129 | 2116 | 2175 | 2170 |
|               | 1975 | 2017 | 2019 | 2021 | 2022 | 2023 |